# قائمة الأفلام الصومالية في الترشيحات الأولية لجائزة الأوسكار لأفضل فلم أجنبي
قدمت الصومال فيلمًا واحدا لجائزة الأوسكار لأفضل فيلم روائي طويل دولي لأول مرة في عام 2021. يتم تسليم الجائزة سنويًا من قبل أكاديمية فنون وعلوم الصور المتحركة إلى الأفلام السينمائية الطويلة التي أُنتجت خارج الولايات المتحدة، والتي تتضمّن بشكل أساس على حوار غير إنجليزي.
لم يتم إنشاء هذه الفئة من الجوائز حتى حفل توزيع جوائز الأوسكار لعام 1956، حيث تم إنشاء جائزة الأوسكار التنافسية، والمعروفة باسم جائزة أفضل فيلم بلغة أجنبية، للأفلام غير الناطقة باللغة الإنجليزية ليتم تقديمها سنويًا منذ ذلك الحين.

## الأفلام المقترحة
منذ سنة 1956، دعت أكاديمية فنون وعلوم الصور المتحركة صُنّاع الأفلام في مختلف البلدان لتقديم أفضل فيلم لجائزة الأوسكار لأفضل فيلم بلغة أجنبية. تُشرف لجنة جائزة الأوسكار لأفضل فيلم بلغة أجنبية على العملية وتستعرض جميع الأفلام المقدمة. بعد ذلك، يُقام التصويت عبر الاقتراع السري لتحديد المرشحين الخمسة للجائزة. فيما يلي قائمة بالأفلام التي قدمتها الصومال لمراجعتها من قبل الأكاديمية للحصول على الجائزة حسب السنة وحفل توزيع جوائز الأوسكار المعني.
| السنة (الحفل)                         | عنوان الفيلم في الترشيح | العنوان الأصلي         | اللغة           | المُخرج          | النتيجة |
| ------------------------------------- | ----------------------- | ---------------------- | --------------- | --------------- | ------- |
| 2021 حفل توزيع جوائز الأوسكار السبعون | زوجة حفار القبور        | The Gravedigger's Wife | اللغة الصومالية | خضر عيدروس أحمد | لم يُرشّح |

## معلومات
1. ↑  تم تسمية هذه الفئة سابقًا بجائزة الأوسكار لأفضل فيلم بلغة أجنبية، ولكن تم تغيير الاسم بعد ذلك إلى جائزة الأوسكار لأفضل فيلم روائي طويل دولي في أبريل 2019، بعد أن اعتبرت الأكاديمية أن كلمة "أجنبي" قديمة.[1][2]